# Aiani
Aiani (in greco Αιανή?) nota anche come Kalliani è un ex comune della Grecia nella periferia della Macedonia occidentale di 3.816 abitanti secondo i dati del censimento 2001.
È stato soppresso a seguito della riforma amministrativa, detta Programma Callicrate, in vigore dal gennaio 2011 ed è ora compreso nel comune di Kozani.

## Località
Aiani è suddiviso nelle seguenti comunità:
- Agia Paraskevi
- Aiani
- Chromio
- Kerasea
- Kteni
- Rodiani
- Rymnio